# Arganthomyza versitheca
Arganthomyza versitheca is een vliegensoort uit de familie van de Anthomyzidae. De wetenschappelijke naam van de soort werd voor het eerst geldig gepubliceerd in 2009 door Roháček.